# Каршево
Каршево — деревня в составе Красноборского сельского поселения Пудожского района Республики Карелия.

## Общие сведения
Расположена в 3-4 км к северо-западу от посёлка Красноборский, в 18 км к юго-западу от Пудожа и в 105 км к востоку от Петрозаводска. Деревня широко простирается в лесистой местности от правого берега реки Чёрная до южного берега озера Пелтозеро.
Имеется подъездная дорога от автодороги Вытегра — Медвежьегорск со стороны деревни Нигижма. На север отходит местная дорога к посёлку Шальский.
Улицы: Зелёная, Лесная, Луговая, Молодёжная, Речная, Советская, Школьная.
В деревне находится полуразрушенная деревянная часовня Петрова Дня (XIX век).

## История
5 октября 1937 года по необоснованному обвинению в контрреволюционной деятельности, решением Особой тройки НКВД Карельской АССР, был расстрелян священник Каршевской церкви Иван Петрович Преображенский (1876—1937).

## Население
| 2002 | 2009 | 2010 | 2013 |
| ---- | ---- | ---- | ---- |
| 493  | ↘397 | ↘333 | ↘314 |

## Известные уроженцы
- Ланёв, Фёдор Дмитриевич (1869 — ?) — член Государственной думы Российской империи II созыва от Олонецкой губернии.